# 김가란
김가란(1993년 4월 1일 ~ )은 대한민국의 배우이다.

## 학력
- 경기대학교 연기학과 졸업

## 출연작

### 영화
- 《비스티걸스》 (2017년) - 모델 1 역
- 《사실은 있잖아, 나한테 초능력이 있어》 (2009년)

### 드라마
- 2007년 SBS 월화드라마 《왕과 나》
- 2009년 MBC 주말 특별기획 드라마 《보석비빔밥》
- 2016년 KBS2 주말연속극 《아이가 다섯》
- 2016년 KBS2 저녁 일일연속극 《다시, 첫사랑》 - 유정 역
- 2017년 KBS2 TV소설 《그 여자의 바다》 - 꽃님 역
- 2017년 KBS2 일일연속극 《내 남자의 비밀》 - 공시족 역
- 2017년 KBS2 TV소설 《꽃 피어라 달순아!》 - 하미애 역
- 2018년 KBS2 월화 미니시리즈 《최고의 이혼》 - 성나경 역
- 2019년 KBS2 수목 미니시리즈 《왜그래 풍상씨》
- 2019년 KBS1 일일연속극 《여름아 부탁해》 - 정소라 역
- 2020년 KBS2 수목 미니시리즈 《영혼수선공》 - 장유미 역
- 2020년 KBS2 저녁 일일드라마 《비밀의 남자》 - 한유라의 동료 아나운서 역
- 2021년 KBS2 주말드라마 《오케이 광자매》 - 구청 직원 역
- 2021년 ~ 2022년 KBS1 저녁 일일연속극 《국가대표 와이프》 - 여의경 역
- 2022년 ~ 2023년 KBS1 저녁 일일연속극 《내 눈에 콩깍지》- 강은진 역
- 2023년 ~ 2024년 KBS2 저녁 일일연속극 《우아한 제국》 - 오나희 역

### 뮤직비디오
- 류시원 - 요우아이(遥愛)
- 스카이하이 - 별이되어